# Знак інтеграла
Знак інтеграла використовується для позначення інтеграла в математиці. Вперше він був використаний німецьким математиком і засновником диференціального та інтегрального числення Лейбніцем в кінці XVII століття.
Символ (∫) утворився з букви s («довга s»;  лат. ſumma (summa) — сума).

## Юнікод
| Знак | Unicode | Unicode                        | Назва                                | HTML-подання   | HTML-подання | HTML-подання | LaTeX                                      |
| Знак | Позиція | Назва                          | Назва                                | Шістнадцяткове | Десяткове    | Мнемоніка    | LaTeX                                      |
| ---- | ------- | ------------------------------ | ------------------------------------ | -------------- | ------------ | ------------ | ------------------------------------------ |
| ∫    | U+222B  | Integral                       | Інтеграл                             | &#x222b;       | &#8747;      | &int;        | \int                                       |
| ∬    | U+222C  | Double Integral                | Подвійний інтеграл                   | &#x222c;       | &#8748;      |              | \iint                                      |
| ∭    | U+222D  | Triple Integral                | Потрійний інтеграл                   | &#x222d;       | &#8749;      |              | \iiint                                     |
| ∮    | U+222E  | Contour Integral               | Інтеграл по контуру                  | &#x222e;       | &#8750;      |              | \oint                                      |
| ∯    | U+222F  | Surface Integral               | Інтеграл по поверхні                 | &#x222f;       | &#8751;      |              | \oiint (необхідний пакет esint)            |
| ∰    | U+2230  | Volume Integral                | Інтеграл за обсягом                  | &#x2230;       | &#8752;      |              | \oiiint (необхідний пакет esint)           |
| ∱    | U+2231  | Clockwise Integral             | Інтеграл з правим обходом            | &#x2231;       | &#8753;      |              |                                            |
| ∲    | U+2232  | Clockwise Contour Integral     | Інтеграл по контуру з правим обходом | &#x2232;       | &#8754;      |              | \ointclockwise (необхідний пакет esint)    |
| ∳    | U+2233  | Anticlockwise Contour Integral | Інтеграл по контуру з лівим обходом  | &#x2233;       | &#8755;      |              | \ointctrclockwise (необхідний пакет esint) |

## Традиції накреслення
Україномовна традиція накреслення знака інтеграла відрізняється від прийнятої в деяких західних країнах.

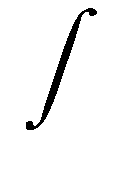
В англомовній традиції, реалізованій в системі LaTeX, символ істотно нахилений вправо.
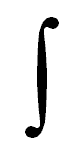
Німецька форма інтеграла вертикальна.
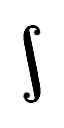
В російськомовній літературі символ виглядає так.

## Див. Також
- Історія математичних позначень